# Yume no Crayon Oukoku
Yume no Crayon Oukoku (夢 の ク Yume Yume no Kureyon Ōkoku) es una serie de anime de setenta episodios, creada por Toei Animation y transmitida desde 1997 hasta 1999. Está basada en una saga de novelas de Reizo Fukunaga, y Michiru Kataoka la adaptó a un manga que Nakayoshi distribuyó desde 1997 hasta 1998. Se ha doblado al francés, italiano, ruso, coreano y chino.

## Trama
Los civiles del Reino Crayón siempre han visto a su Princesa Silver como una niña de doce años con una hermosa sonrisa. Sin embargo, desconocida para ellos, la princesa tiene 12 malos hábitos. Esto ha creado mucha angustia para el Primer Ministro camaleón y los ministros de crayones, ya que sería vergonzoso que esto saliera.
Un día, se celebra una fiesta para celebrar el duodécimo cumpleaños de Silver. La princesa está tan ocupada tratando de encontrar un compañero de baile adecuado que se olvide de ocultar sus malos hábitos. El chico que ella cree que es adecuado para bailar se niega a bailar y, después de una breve pelea, convierte a los padres de Silver, el Rey y la Reina, en piedra.
Junto con un cerdo llamado Stonston y una gallina llamada Araessa, Silver aprende que solo Grim Reaper es capaz de lanzar un hechizo de esa manera, y ella asume que el niño era en realidad él disfrazado. Así comienza su búsqueda para encontrar al niño Reaper. No se dan cuenta de que el niño y la Parca son dos personas completamente diferentes. El Grim Reaper está tratando de matar a Silver, cuyo ancestro lo atrapó en un espejo durante varios miles de años. El niño está tratando de salvarla a ella y a sus padres, a quienes transformó en piedra para evitar que los maten.
Finalmente se dan cuenta de esto, cuando el chico los salva de Grim Reaper. Él dice que es el Príncipe Cloud, y que los ayudará a destruir Grim Reaper y Silver se enamora de él. Sin embargo, él constantemente la molesta. Finalmente descubren que para destruir a Grim Reaper, la Princesa Silver debe deshacerse de sus 12 malos hábitos.
Eventualmente tienen éxito, al volver a ensamblar las piezas rotas de un espejo y descifrar el código oculto. Finalmente se dan cuenta de que tienen que "Cosquillear a la Parca debajo del Brazo Izquierdo" para destruirlo y enviarlo de vuelta al espejo. Luego cortan un mechón de su cabello y lo rocían sobre el Rey y la Reina, lo que les devuelve la vida.
Sin embargo, debido a que no ha terminado, la criada de Silver, Punya, un gato, libera a dos traviesos ángeles. La princesa Silver y sus amigos emprendieron otro viaje para traerlos de vuelta. Prince Cloud reaparece para ayudarlos, pero no a menudo. Una vez hecho esto, Silver, Cloud, Punya, Araessa y Stonston emprenden un viaje alrededor del reino.
- Datos: Q576806